# Université des sciences appliquées Laurea
L'Université des sciences appliquées Laurea (en finnois : Laurea-ammattikorkeakoulu) est une université publique de sciences appliquées située dans la région d'Uusimaa, dans le sud de la Finlande. Fondée en 1992, c'est l'une des plus grandes universités de sciences appliquées de Finlande, avec environ 9 900 étudiants répartis sur six campus,.

## Histoire
Laurea a commencé ses activités en 1991 à Vantaa comme l'une des premières universités de sciences appliquées à obtenir une licence expérimentale en Finlande. Initialement connue sous le nom d'Université des sciences appliquées de Vantaa, elle s'est étendue en 1997-1998 pour inclure près de 20 établissements d'enseignement dans la région d'Uusimaa. À cette époque, elle a été rebaptisée Université des sciences appliquées d'Espoo-Vantaa pour refléter ses principales villes propriétaires.
En 2000, le gouvernement finlandais a rendu les opérations de l'institution permanentes. Le nom d'Université des sciences appliquées Laurea a été officiellement adopté en 2001,.

## Campus et organisation
Laurea exploite six campus dans la région d'Uusimaa :
- Hyvinkää
- Leppävaara (Espoo)
- Lohja
- Otaniemi (Espoo)
- Porvoo
- Tikkurila (Vantaa)

Les deux plus grands campus sont Tikkurila à Vantaa et Leppävaara à Espoo.Laurea est dirigée par le président et PDG Jouni Koski, soutenu par une équipe de direction et un conseil d'administration. Les plus grands propriétaires de l'université sont les villes d'Espoo et de Vantaa,.

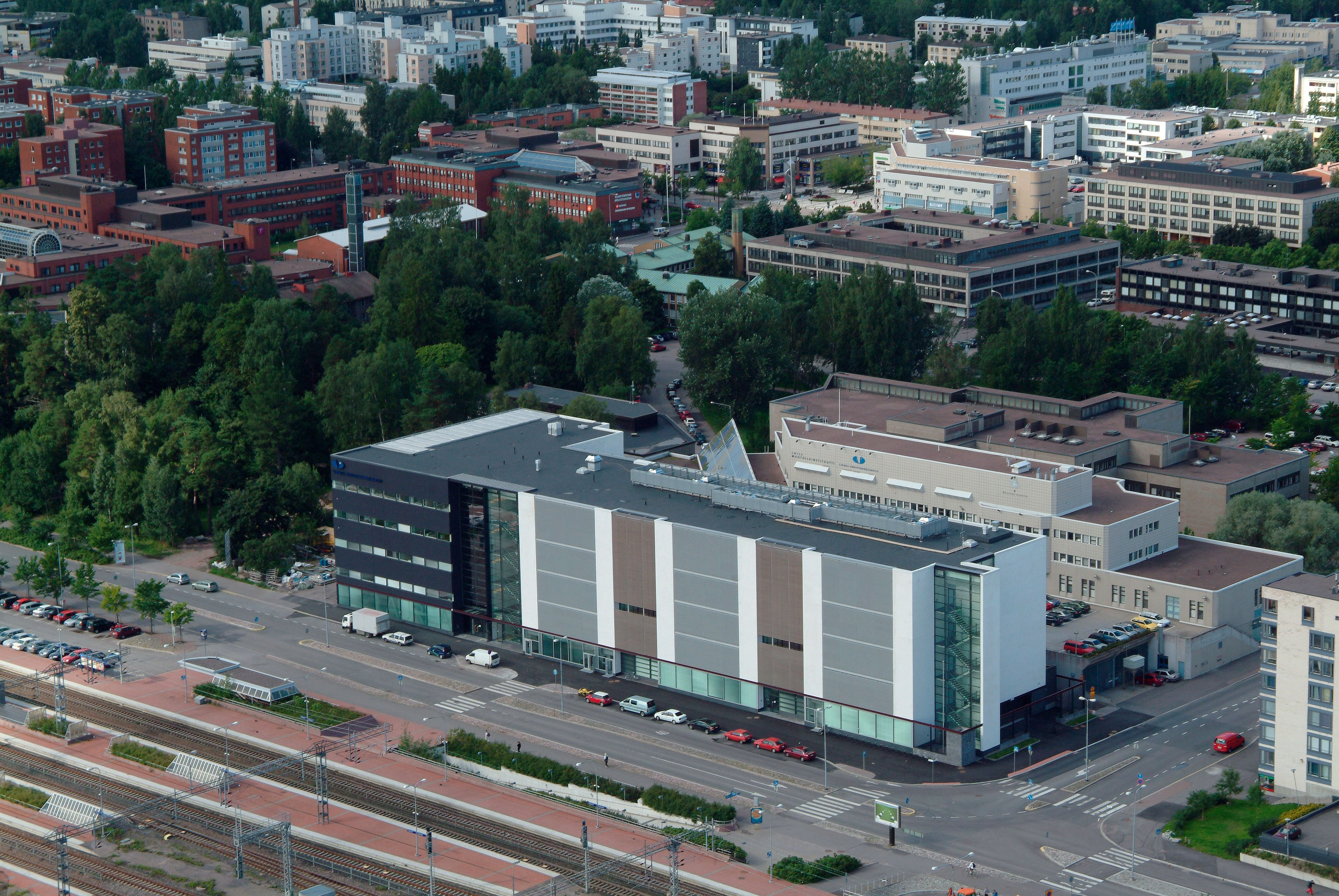
Laurea Tikkurila.

## Programmes académiques
Laurea propose des programmes de licence et de master dans trois principaux domaines d'études :
- Gestion d'entreprise
- Services sociaux et soins de santé
- Gestion hôtelière

En 2023, Laurea propose 18 programmes de diplômes, dont six enseignés en anglais. L'université est connue pour son modèle "Learning by Developing" (LbD), qui met l'accent sur des projets pratiques avec des entreprises et des organisations réelles,.

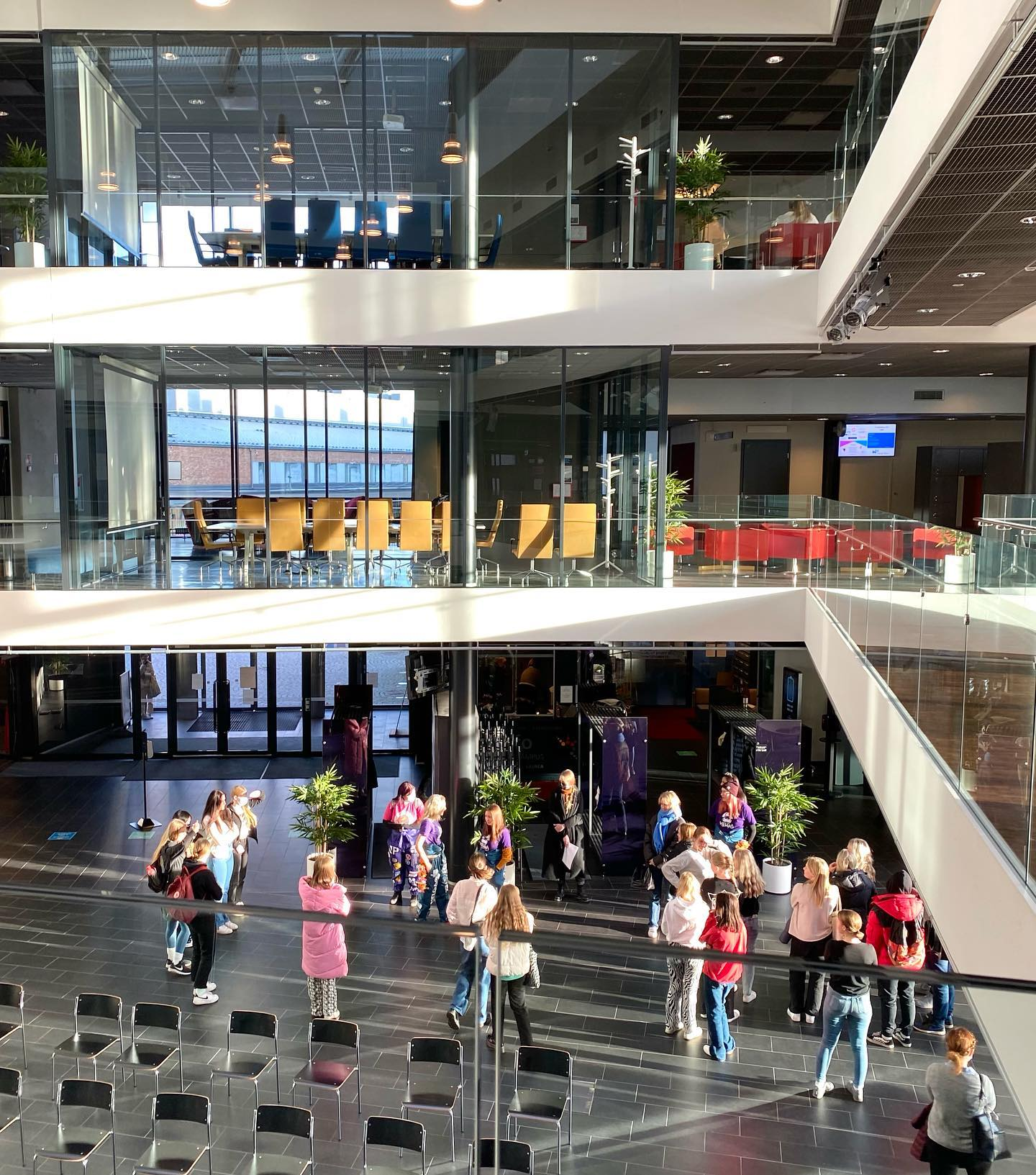
Laurea Porvoo.

## Corps étudiant et personnel
En 2023, la communauté de Laurea comprend :
- Environ 9 900 étudiants
- 660 membres du personnel
- 34 700 anciens élèves

Sur le nombre total d'étudiants, environ 942 sont inscrits dans des programmes enseignés en anglais,.

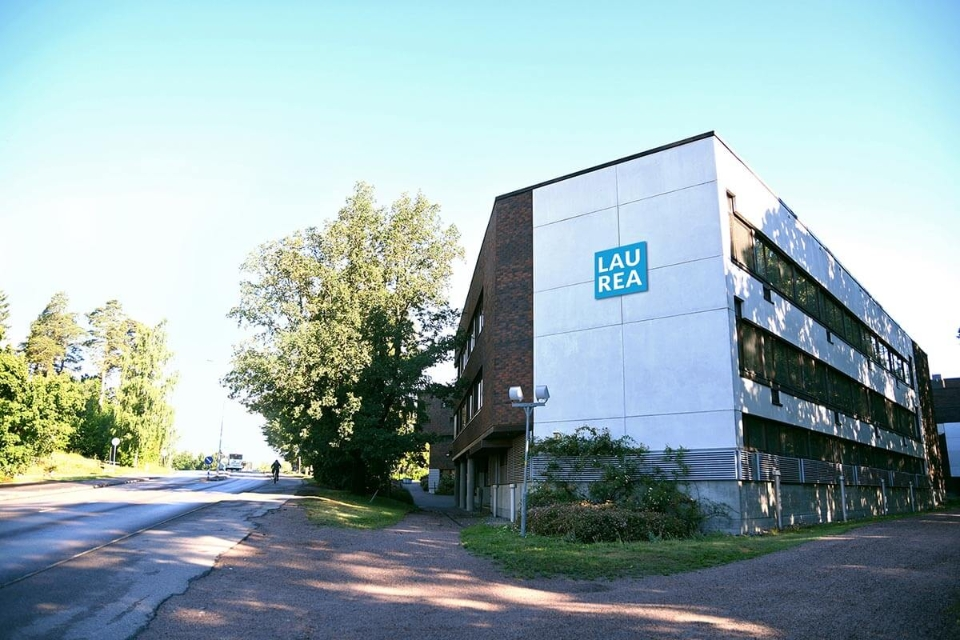
Laurea Leppävaara.

## Classements et reconnaissance
Laurea a été reconnue pour la qualité de son enseignement et s'est bien classée dans les évaluations des universités de sciences appliquées finlandaises. Lors du processus de candidature conjointe du printemps 2022, elle était l'université de sciences appliquées la plus attrayante de Finlande, avec 4,1 candidats principaux par place de départ.

## Coopération internationale
Laurea est membre du réseau de l'Université de l'Arctique (UArctic). En 2024, elle est devenue membre d'un consortium d'universités européennes dans le cadre de l'initiative des universités européennes de l'Union européenne,.

## Statistiques notables
Taux d'emploi des diplômés un an après l'obtention du diplôme : 96,0 % (2020)